# Gehlberg
Gehlberg är en ortsteil i den kretsfria staden Suhl i förbundslandet Thüringen i Tyskland. Gehlberg var en kommun fram till den 1 januari 2019 när den uppgick i Suhl. Kommunen Gehlberg hade 502 invånare 2018.